# Clear Creek (Oregon)
Clear Creek az Amerikai Egyesült Államok északnyugati részén, Oregon állam Columbia megyéjében elhelyezkedő önkormányzat nélküli település.
A posta 1878–1879-ben működött.